# Immaturenprüfung
Die Immaturenprüfung ist die (nicht-amtliche) Bezeichnung einer in Niedersachsen möglichen Prüfung für Studieninteressente ohne Hochschulzugangsberechtigung, die zum Erwerb einer fachgebundenen Hochschulreife geführt hat. Es ist ursprünglich eine Hochschuleingangsprüfung zur Studienberechtigung an einer Pädagogischen Hochschule (PH) gewesen, die Berechtigung ist später auf andere Studienfächer erweitert worden. Neben dieser besonderen Art gab es zeitweise auch noch die Begabtenprüfung wie sie in anderen Ländern der Bundesrepublik und Berlin üblich war. Die niedersächsische Immaturenprüfung hatte großen Zulauf, sie hat die Zahl der Studierenden ohne Reifeprüfung (bzw. heute Abiturprüfung) erheblich gesteigert (in manchen Jahren um mehr als verdoppelt). In ihrer früheren Form gibt es sie spätestens seit 2009 nicht mehr, obgleich sich die inoffizielle Bezeichnung weitgehend erhalten hat; Niedersachsen hat wie die übrigen Länder auf Grund einer Kultusministerkonferenz (KMK) eine Prüfungsordnung für Berufsqualifizierte erlassen. Die neue Form knüpft weniger an die Tradition der früheren preußischen Begabtenprüfung an, die der erste Kultusminister des Landes Niedersachsen Adolf Grimme aus seiner Zeit als preußischer Minister kannte, als vielmehr an die ebenfalls während dieser Zeit von Preußen aus geförderte Sonderreifeprüfung (über Fachschulen zum Hochschulstudium).

## Entstehungsgeschichte und Regelung in den einzelnen deutschen Ländern
Der im Ersten Weltkrieg fühlbare Mangel an qualifiziertem Fachpersonal führte zur Einrichtung der Begabtenprüfungen. Jedoch verstand man darunter anfangs auch Intelligenztests zur Begabtenauslese.
1916 begann das Württembergische Ministerium des Kirchen- und Schulwesens die Einrichtung von Umschulungskursen vorzubereiten, um Personen ohne Abitur ein Studium zu ermöglichen. In Zusammenwirken mit dem Verein zur Förderung von Begabten wurde 1919 der erste derartige Kurs eingerichtet, den im März 1923 sieben Personen erfolgreich mit einer Prüfung abschlossen. Bestrebungen, 1919 an der Universität München „Arbeiterübergangskurse“ einzurichten, scheiterten vorerst an einem negativen Gutachten des Professors Aloys Fischer, der eine Entwertung der akademischen Bildung befürchtete.
1920 forderte die Reichsschulkonferenz und 1922 die Hochschulkonferenz in Bensheim die Einrichtung von Begabtenprüfungen für Immature. Mit Erlass vom 24. April 1923 führte dann Preußen zunächst probeweise, dann 1924 endgültig, diese Zulassungsmöglichkeit zum Universitätsstudium ein. Die sozialdemokratisch regierten Länder Sachsen und Thüringen folgten im selben Jahr, bis 1929 Bayern, Württemberg, Baden, Braunschweig und Hamburg. Darüber hinaus verfügten Hessen und Mecklenburg-Schwerin die Anerkennung der in Preußen abgelegten Prüfungen.
Otto Benecke, der persönliche Referent des langjährigen preußischen Kultusministers Carl Heinrich Becker, beschrieb das neue Zulassungsverfahren als eine „kleine Pforte, für die naturgemäß wenigen, die man mit Fug als Hochbegabte bezeichnen kann“. Voraussetzung waren die besondere Eignung des Bewerbers seiner Persönlichkeit und seinen geistigen Fähigkeiten nach, eine deutlich erkennbare Begabung für das gewählte Studienfach und eine besondere berufliche Bewährung. Folgerichtig konnte damals der Antrag auf Zulassung gar nicht vom Bewerber selbst, sondern nur von sogenannten urteilsfähigen Personen gestellt werden. Prüfungs- und Studienvorbereitung verliefen autodidaktisch. Entsprechend anspruchsvoll waren die Prüfungsanforderungen.
1938 wurden diese Länderverordnungen durch eine reichseinheitliche Prüfungsordnung abgelöst, wodurch die Möglichkeit, eine Immaturenprüfung abzulegen, auf Personen mit deutschblütiger Abstammung beschränkt wurde.
Nach 1945 wurden in allen Besatzungszonen (auch in der Sowjetischen), erneut Prüfungsanordnungen erlassen, die an die Regelungen der Weimarer Zeit anknüpften und später durch Regelungen der Länder novelliert wurden, so z. B. 1947 im neugebildeten Land Niedersachsen unter dem Kultusminister Adolf Grimme.
1982 beschloss die Bremerhavener Kultusministerkonferenz mit der Vereinbarung über die „Prüfung für den Hochschulzugang der besonders befähigten Berufstätigen“ für die Immaturenprüfungen in allen Ländern der Bundesrepublik Deutschland einen verbindlichen Rahmen, dem sich aber Niedersachsen nicht anschloss, das seine landeseigene aber wesentlich offenere Prüfungsordnung beibehalten, aber 1984 zunächst nur modifiziert hatte. Bis heute gelten für Begabtenprüfungen in den Ländern der Bundesrepublik Deutschland, ob allgemeine oder fachbezogene Studienberechtigungen unterschiedliche Regelungen. Diese Möglichkeiten sind Teil des Zweiten Bildungsweges bzw. – je nach Definition – des Dritten Bildungsweges. Der Anteil unter allen Studienanfängern, die über Begabtenprüfungen zum Studium gelangen, liegt (außer in Niedersachsen) weiter unter einem Prozent.